# گودلند، فلوریدا
گودلند (به انگلیسی: Goodland) یک منطقهٔ مسکونی در ایالات متحده آمریکا است که در شهرستان کلیر، فلوریدا واقع شده‌است. گودلند ۰٫۹ کیلومتر مربع مساحت و ۲۶۷ نفر جمعیت دارد و ۲ متر بالاتر از سطح دریا واقع شده‌است.